# Alexander
För andra betydelser, se Alexander (olika betydelser).
Alexander är ett manligt förnamn av grekiskt ursprung, Αλέξανδρος (Aléxandros), bildat av två ord som betyder 'försvarare' och 'man', det vill säga ungefär männens försvarare.
Sedan början av 1990-talet har Alexander hört till de tio vanligaste svenska pojknamnen. Den 31 december 2008 fanns det totalt 66 495 personer i Sverige med namnet, varav 30 465 med det som tilltalsnamn. Under 2008 fick 838 pojkar namnet som tilltalsnamn.
I Sverige är namnsdagen är 12 december tillsammans med Alexis. Alex hade namnsdag denna dag mellan 1993 och 2001 och mellan 1886 och 1992 den 17 juli. Andra former på namnet är Ale, Alle och Alex. I den finlandssvenska namnsdagslängden har Alexander namnsdag 11 september sedan starten 1929, då en egen namnsdagskalender togs i bruk för finlandssvenskar. Från 1973 finns också parallellformen Alex i den finlandssvenska namnsdagskalendern.

## Personer

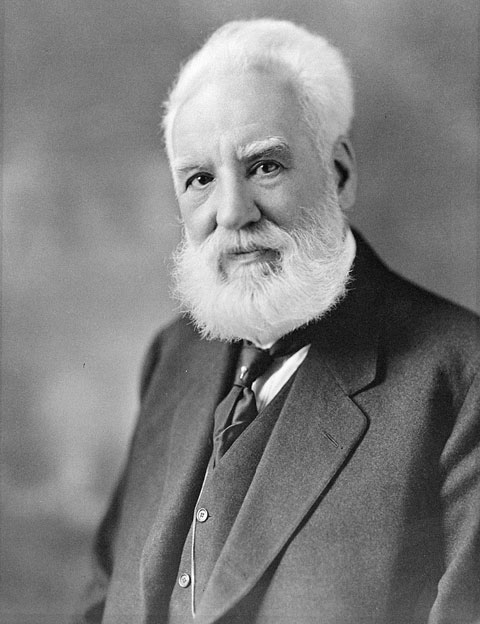
Alexander Graham Bell

### Förnamn
- Alexander I, flera härskare och en påve
- Alexander II, flera härskare och en påve
- Alexander III, flera härskare och en påve
- Alexander IV, flera härskare och en påve
- Alexander V, motpåve 1409–1410
- Alexander VI, påve 1492–1503
- Alexander VII, påve 1655–1667
- Alexander VIII, påve 1689–1691
- Alexander den store, makedonisk kung 336-323 f.Kr. (356-323 f.Kr.)
- Alexander, Herodes son
- Alexander från Afrodisias, grekisk filosof
- Alexander av Hales, franciskanermunk
- Alexander av Hessen-Darmstadt (1823-1888)
- Alexander av Pfalz-Zweibrücken, (1462–1514)
- Alexander Severus, romersk kejsare
- Alexander, svensk prins (född 2016)
- Alexander, kronprins av Jugoslavien (född 1945)
- Alexander från Antiochia, grekisk skulptör
- Alexander Polyhistor, grekisk filosof, geograf och historiker.
- Alexander från Tralles, grekisk läkare
- Alexander Ahndoril, svensk författare (född 1967)
- Aleksandr Alechin, rysk schackspelare (1892-1946)
- Alexander Anderson (1582–1620), skotsk matematiker
- Alexander Anderson (1775–1870), amerikansk illustratör
- Alexander O. Anderson (1794–1869), amerikansk senator
- Alexander (Alec) Baldwin amerikansk skådespelare (född 1958)
- Alexander Bard, debattör, artist (född 1961)
- Alexander Gottlieb Baumgarten, tysk filosof (1714–1762)
- Alexander Graham Bell, brittisk-amerikansk uppfinnare (1847-1922)
- Alexander Van der Bellen, österrikisk nationalekonom och politiker, förbundspresident 2017-
- Aleksandr Blok, rysk poet
- Aleksandr Borodin, rysk kompositör (1833-1887)
- Alex Bowen, amerikansk vattenpolospelare (född 1993)
- Alexander (Alec) Douglas-Home, brittisk premiärminister (1903–1995)
- Alexander Dubček, tjeckosloviakisk politiker (1921–1992)
- Alexandre Dumas den äldre, fransk författare (1802–1870)
- Alexander Fleming, brittisk bakteriolog, penicillinets upptäckare, mottagare av Nobelpriset i fysiologi eller medicin 1945 (1881-1955)
- Alexander Gustafsson, "The Mauler", svensk idrottsman (MMA) (född 1987)
- Alexander Hamilton, amerikansk statsman (1755 eller 1757–1804)
- Alexander Herr, tysk backhoppare
- Alexander von Humboldt, tysk forskare och upptäcktsresande (1769-1859)
- Alexander Isak, svensk fotbollsspelare
- Aleksandr Jakusjev, sovjetisk ishockeyspelare (född 1947)
- Alexander Järnefelt, finländsk officer, topograf och guvernör
- Aleksandr Karelin, rysk brottare (född 1967)
- Alex Karp, amerikansk affärsman (född 1967)
- Aleksandr Kerenskij, rysk politiker (1881–1970)
- Alexander Kielland, norsk författare (1849-1906)
- Aleksandr Lebed, rysk politiker (1950-2002)
- Alexander Leslie, skotsk-svensk fältmarskalk (1580-1661)
- Alexander (Alex) Lindman, svensk idrottsledare (1862–1939)
- Aleksandr Lukasjenko, Vitrysslands nuvarande president (diktator) (född 1954)
- Alexander Löfgren, svensk forskare, författare och föreläsare (född 1979)
- Aleksandr Maltsev, sovjetisk ishockeyspelare (född 1949)
- Aleksandr Mensjikov, rysk fältmarskalk (1673–1729)
- Alex Metreveli, sovjetisk (georgisk) tennisspelare (född 1944)
- Alexandre Millerand, fransk president (1859-1943)
- Alexander Milošević, svensk fotbollsspelare
- Alex Obert, amerikansk vattenpolospelare (född 1991)
- Aleksandr Pusjkin, rysk författare (1799–1837)
- Aleksandr Ragulin, sovjetisk ishockeyspelare (1941-2004)
- John Alexander Reina Newlands, engelsk kemist (1838–1898)
- Alexandre de Rhodes, fransk missionär (1591–1660)
- Alexander Roslin, svensk konstnär (1718–1793)
- Alexander Roos, svensk konstnär (1895–1973)
- Alexander Rybak, norsk artist (född 1986)
- Alexander Skarsgård, svensk skådespelare (född 1976)
- Aleksandr Solzjenitsyn, rysk författare, mottagare av Nobelpriset i litteratur 1970 (född 1918)
- Alexander Stubb, Finlands president (född 1968)
- Mattias Alexander von Ungern-Sternberg, svensk lantmarskalk (1689-1763)
- Alexander Karol Vasa, (1614–1634)
- Alexander Wennberg, svensk ishockeyspelare (född 1994)
- Alex Wolf, amerikansk vattenpolospelare (född 1997)
- Alexander Öberg, svensk regissör (född 1968)

### Efternamn
- Albert Victor Alexander (1885–1965), brittisk politiker
- Christopher Alexander (1936–2022), brittisk arkitekt
- David Alexander (1907–1973), amerikansk författare och journalist
- Franz Alexander (1891–1964), amerikansk psykoanalytiker
- George Alexander (1858–1918), brittisk skådespelare och teaterledare
- Harold Alexander (1891–1969), brittisk fältmarskalk
- James Edward Alexander (1805–885), brittisk general och forskningsresande
- Joey Alexander (född 2003), indonesisk jazzpianist
- Kwon Alexander (född 1994), amerikansk utövare av amerikansk fotboll
- Lloyd Alexander (1924–2007), amerikansk författare och översättare
- Paul Alexander (jurist) (1946–2024), amerikansk jurist
- Samuel Alexander (1859–1938), australisk-brittisk filosof

## Varianter och smeknamn
- Albanska - Aleksandri, Aleksandër, Lekë, Skënder, Skender, Aleks, Sandër
- Amhariska - Eskender
- Arabiska - Iskandar, Skandar, Skender
- Bosniska - Aleksandar, Aco, Saša, Aleksa, Sandro
- Bulgariska - Алeксандъp (Aleksander), Сашо (Sasjo)
- Danska - Aleksander, Alexander
- Engelska - Alexander, Alec, Alex, Lex, Xander, Sandy, Andy, Alexis, Alexa, Alexandria, Alexandra, Sandra, Al, Sasha, Ali, Lexxi, Zander, Xander, Sashi, Eck
- Estniska - Aleksander, Sander
- Finska - Aleksanteri, Aleksi, Santeri, Ali
- Franska - Alexandre, Alexis, Alex
- Galiciska - Alexandre, Álex
- Georgiska - ალექსანდრე (Aleksandre)
- Grekiska - Αλέξανδρος (Alexandros), Alexis, Alekos/Aleka, Aki
- Hebreiska - אלכסנדר (Alexander)
- Hindi - Hindustani - Sikandar
- Isländska - Alexander
- Italienska - Alessandro, Leandro, Ale, Sandro, Alessio
- Jiddish - סענדער - Sender, Senderl
- Katalanska - Alexandre, Àlex, Xandre
- Kazakiska - Ескендiр
- Kroatiska - Aleksandar, Aco, Acika, Saša, Sale
- Kurdiska - Askander, Eskander, Îskenderê
- Litauiska - Aleksandras
- Makedonska - Александар, Аце
- Malajiska - Iskandar
- Malayalam - ചാണ്ടി (Chandy)
- Maltesiska - Lixandru
- Nederländska - Alexander, Alexandra, Alex, Alexia, Lex, Sander, Sanne, Sandra, Xander
- Norska - Alexander, Aleksander
- Persiska - Eskandar
- Polska - Aleks, Aleksander, Olek
- Portugisiska - Alexandre, Alexandro (rare), Alexandra, Xana (feminine), Xano, Alex, Xande, Xanocas
- Rumänska - Alexandru, Alec, Alex, Alle, Alecu, Sandu
- Ryska - Александp (Aleksandr), Алик (Alik), Саша (Sasja), Саня (Sanja), Санёк (Sanjok), Шура (Sjura), Шурик (Sjurik)
- Sanskrit - Alekchendra
- Gaeliska - Alasdair, Alastair, Alistair, Alisdair
- Serbiska - Александар, Аца, Саша, Алексa - Aleksandar, Aca, Saša, Aleksa
- Slovenska - Aleš, Sandi, Sanja, Sandra, Saša, Sašo
- Spanska - Alejandro, Alex, Ale, Alejo
- Svenska - Alexander, Alex , Ale, Alle
- Syrianska - Iskandar, Skandar, (Alex eller Alexander för ungdomar)
- Turkiska - İskender
- Tyska - Alexander (short: Alex, Ali, Akki), Sascha
- Ungerska - Sándor
- Ukrainska - Олександр (Oleksandr), Сашко (Sasjko), Олелько (Olelko, rare)
- Urdu - Hindustan - Sikandar
- Urdu - Pakistan - Sikander ("Sikander-e-Azam" är "Alexander den store")
- Uzbekiska - Iskandar
- Vitryska - Аляксандp (Aljaksandr), Алeсь (Ales'), Алелька (Aljel'ka)